# Haus Hannover

Wappen des Hauses Hannover

Das Haus Hannover oder englisch „House of Hanover“ bzw. „The Hanoverians“ war eine deutschstämmige Königsdynastie, die in der Nachfolge des Hauses Stuart zwischen 1714 und 1901 den Königsthron von Großbritannien innehatte. Diese Epoche wird in der englischen Geschichtsschreibung daher auch als „Hanoverian England“ tituliert.

## Geschichte
Das Haus Hannover ist die jüngere Linie des Welfengeschlechts aus dessen zweiter Dynastie Welf-Este. Die ältere Linie waren die Herzöge von Braunschweig-Wolfenbüttel. Das vom Haus Hannover regierte Kurfürstentum Braunschweig-Lüneburg war 1692 aus einer Reihe von Territorien des Heiligen Römischen Reiches entstanden: dem Fürstentum Calenberg, dem Fürstentum Grubenhagen, der Grafschaft Hoya, dem Herzogtum Sachsen-Lauenburg, dem Fürstentum Lüneburg (ab 1705), dem Herzogtum Bremen und dem Herzogtum Verden (ab 1715). Calenberg, Grubenhagen und Lüneburg waren, ebenso wie Braunschweig-Wolfenbüttel, nominell Teilfürstentümer des 1235 gebildeten Herzogtums Braunschweig und Lüneburg.
Ernst August von Calenberg-Grubenhagen wurde 1692 von Kaiser Leopold I. zum Kurfürsten von Hannover erhoben. Seine Gemahlin Sophie von der Pfalz, die Tochter des pfälzischen Kurfürsten und böhmischen „Winterkönigs“ Friedrich aus dem Hause Wittelsbach und der Elisabeth Stuart, Prinzessin von Großbritannien und Irland aus dem Haus Stuart, wurde durch den Act of Settlement ab 1701 zur designierten Thronfolgerin der britischen Monarchie ernannt, als künftige Nachfolgerin ihrer (35 Jahre jüngeren) Nichte Anne Stuart, deren zahlreiche Kinder zu diesem Zeitpunkt sämtlich bereits im Kindesalter verstorben waren. Sophie starb jedoch im Juni 1714, Queen Anne erst zwei Monate später. Dieser folgte daher Sophies ältester Sohn, Kurfürst Georg, auf den Thron in London.
Die beiden ersten hannoverschen Herrscher auf dem englischen Thron, Georg I. und Georg II., waren noch in Hannover geboren und aufgewachsen. Ebenso Friedrich Ludwig, Prince of Wales, der allerdings vor dem Tod seines Vaters Georg II. verstarb. Unter Friedrich Ludwigs Sohn Georg III., dem ersten seiner Dynastie mit englischer Muttersprache, verlor Großbritannien einen großen Teil der nordamerikanischen Kolonien im Amerikanischen Unabhängigkeitskrieg (1775–1783). Die über zwei Jahrzehnte dauernden Koalitionskriege gegen Frankreich endeten 1815 mit der Niederlage Napoleons in der Schlacht bei Waterloo; auch konnte die britische Dominanz auf den Weltmeeren ausgebaut und das Britische Weltreich auf anderen Kontinenten bedeutend vergrößert werden.
Die Träger der britischen Krone waren in Personalunion auch Kurfürsten von Braunschweig-Lüneburg und nach dem Untergang des Heiligen Römischen Reichs 1806 Könige im souveränen Königreich Hannover, nachdem Georg IV. als damaliger Prinzregent die hannoverschen Stammlande 1814 zum eigenständigen Königreich erklärt hatte. Die Personalunion endete 1837, als der Thron von Hannover nach dem Salischen Gesetz nicht an Königin Viktoria, sondern an ihren Onkel, den Herzog von Cumberland und nunmehrigen König Ernst August I. von Hannover, überging. Die Herrschaft des Hauses Hannover über das Empire währte bis zu Victorias Tod 1901.
Durch die preußischen Annexionen in der Folge des Krieges von 1866 wurde das Königreich Hannover zur preußischen Provinz und das Königshaus ging ins Exil nach Österreich. Es kehrte jedoch von 1913 bis 1918 auf den Thron im Herzogtum Braunschweig zurück.
| Königreich Großbritannien                        | |             |
| Name                                             | Herrschaft | Bemerkungen |
| Georg I.                                         | 1714–1727 |             |
| Georg II.                                        | 1727–1760 |             |
| Georg III.                                       | 1760–1820 (Die Königreiche von Großbritannien und Irland vereinigten sich 1801 zum Vereinigten Königreich Großbritannien und Irland.) |             |
| Vereinigtes Königreich Großbritannien und Irland | |             |
| Name                                             | Herrschaft | Bemerkungen |
| Georg III.                                       | 1760–1820 |             |
| Georg IV.                                        | 1820–1830 |             |
| Wilhelm IV.                                      | 1830–1837 |             |
| Victoria                                         | 1837–1901 |             |

Als Viktoria 1901 starb, folgte dem Haus Hannover mit ihrem Sohn Eduard VII. das Haus Sachsen-Coburg und Gotha, benannt nach ihrem Mann Prinz Albert von Sachsen-Coburg und Gotha. Ihr Enkel Georg V. änderte im Jahr 1917 den Namen seines Hauses in Windsor. Die britische Königin Elisabeth II. war eine direkte Nachfahrin Georgs I., denn der Act of Settlement erfordert, dass der Monarch/die Monarchin ein protestantischer Nachkomme von dessen Mutter, der Kurfürstin Sophie von Hannover, ist.

Britisch-Hannoversches Königswappen (1714–1801)
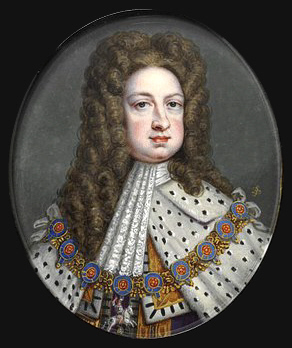
Georg I. (1714–1727)
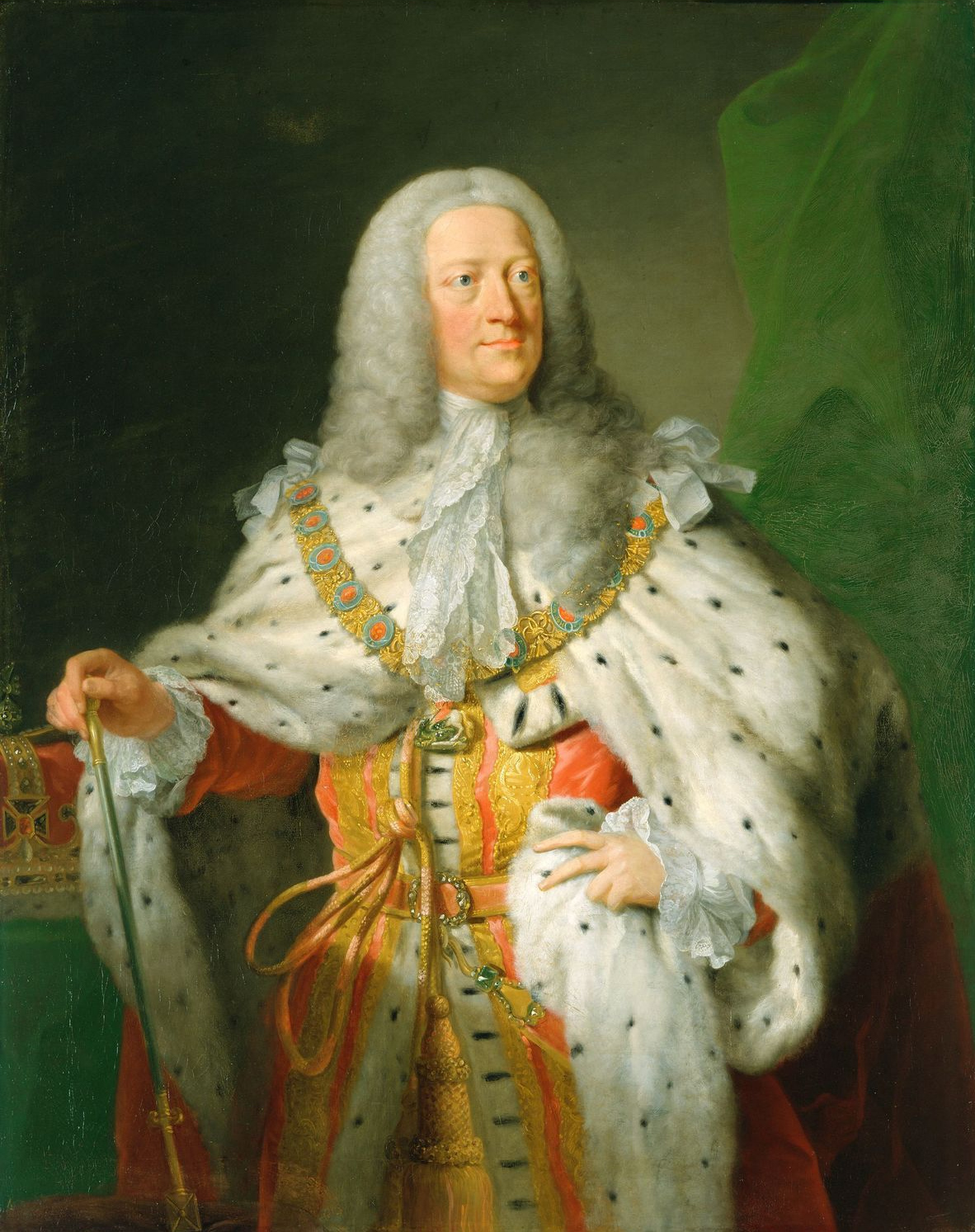
Georg II. (1727–1760)
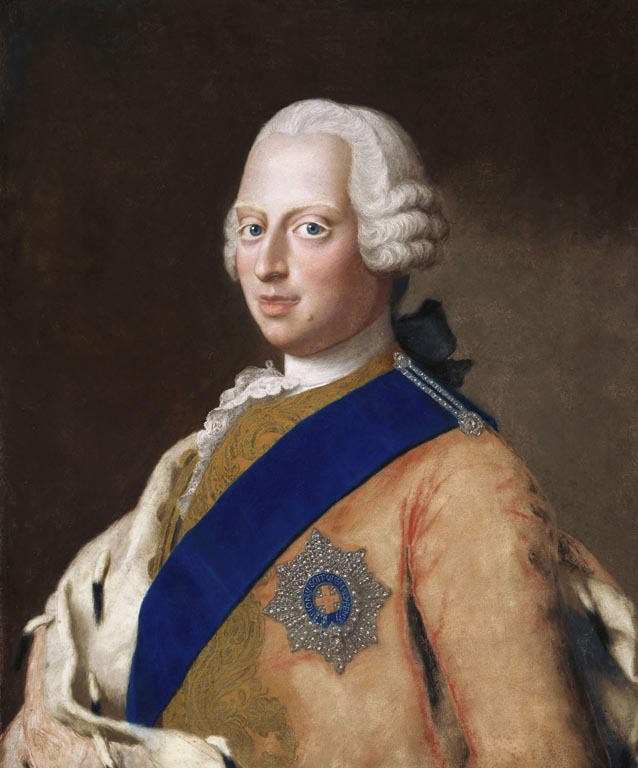
Friedrich Ludwig von Hannover, Fürst von Wales (1707–1751)
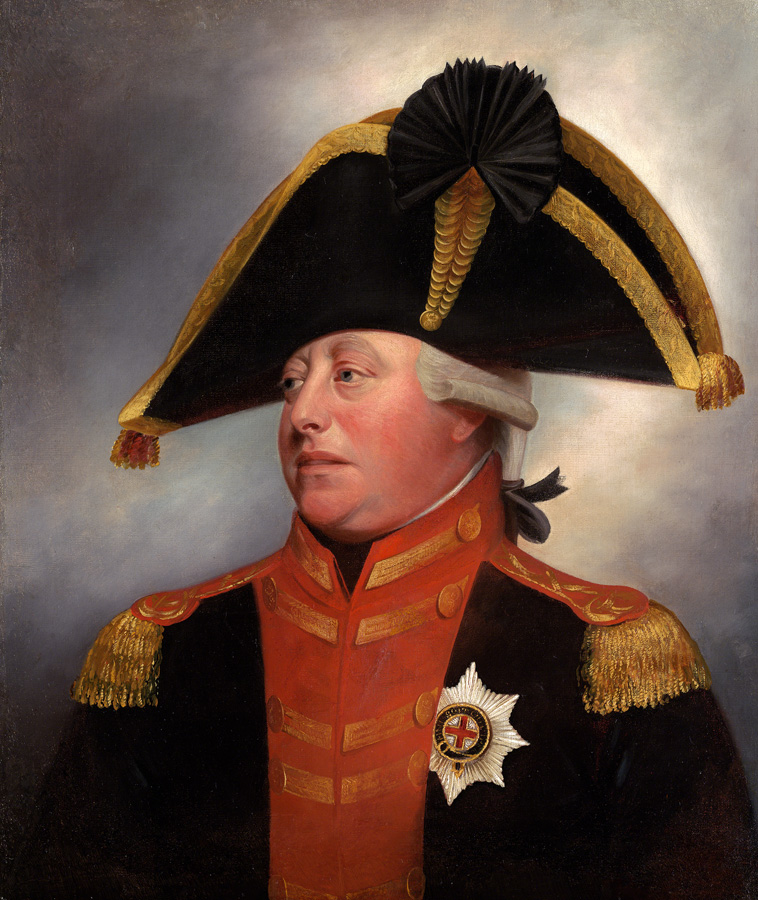
Georg III. (1760–1820)
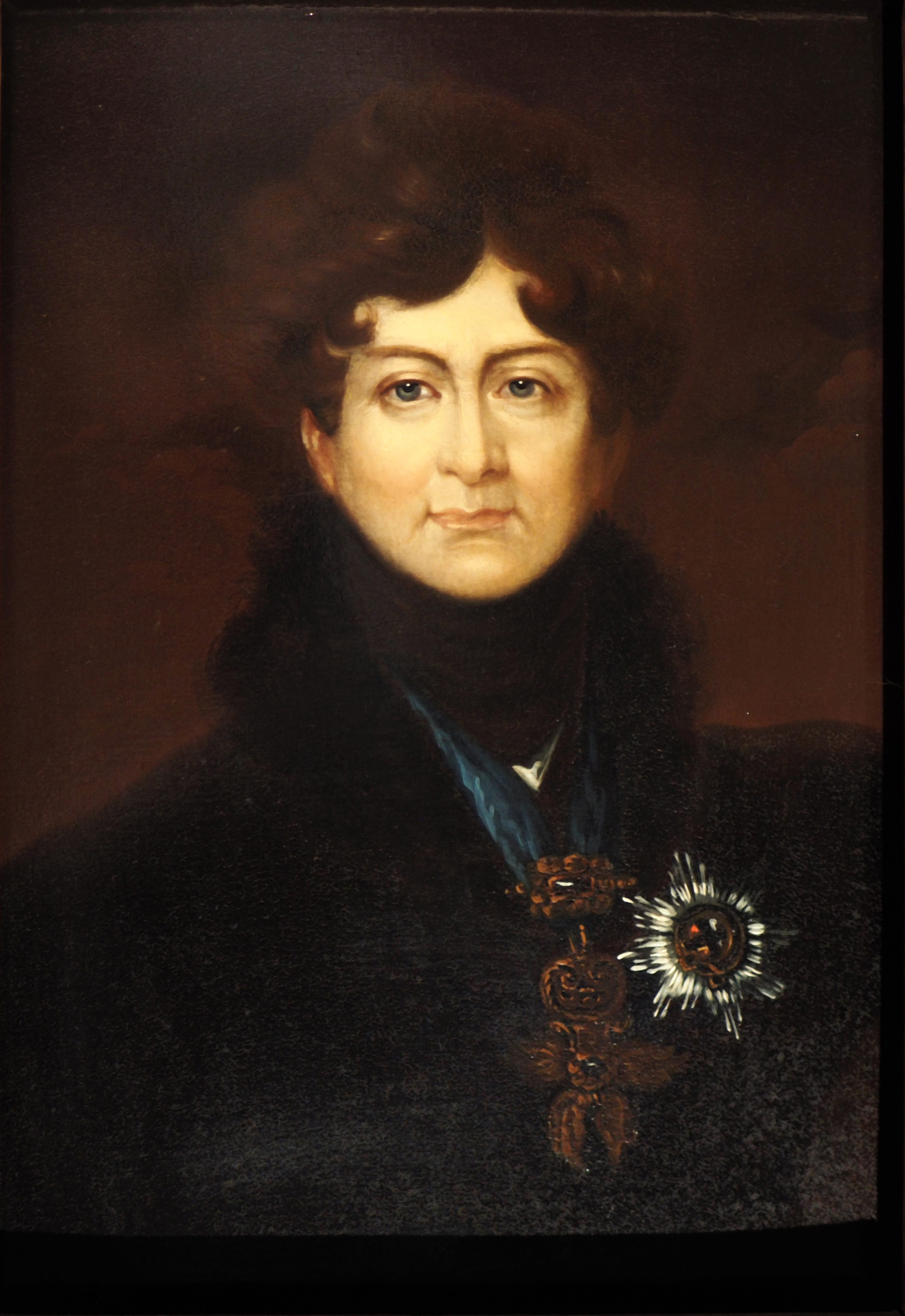
Georg IV. (1820–1830)
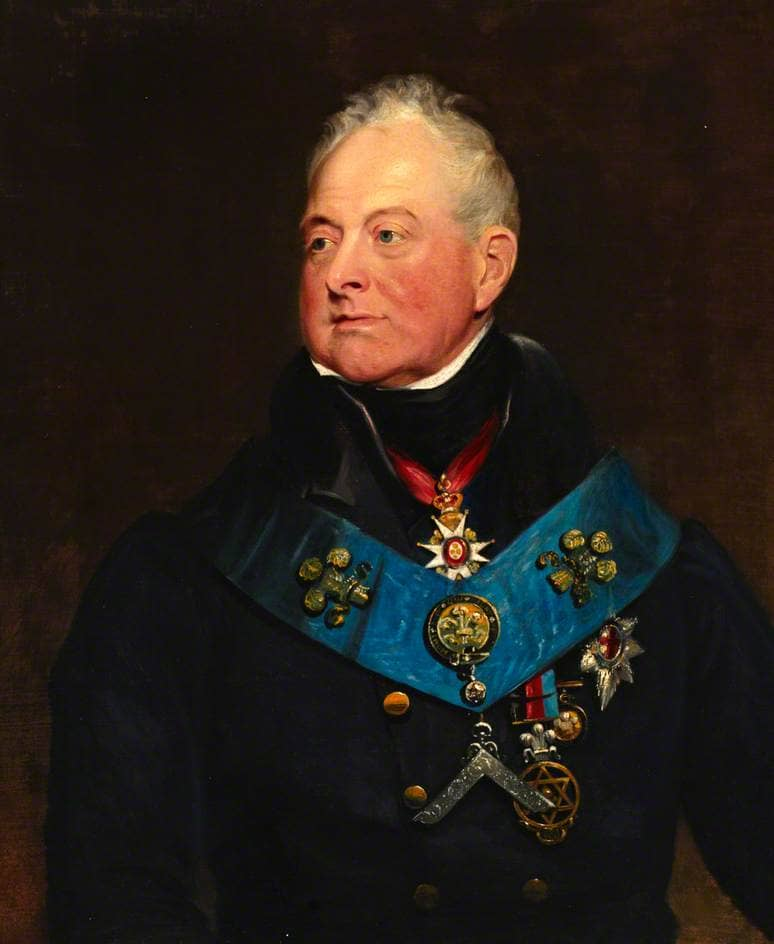
Wilhelm IV. (1830–1837)
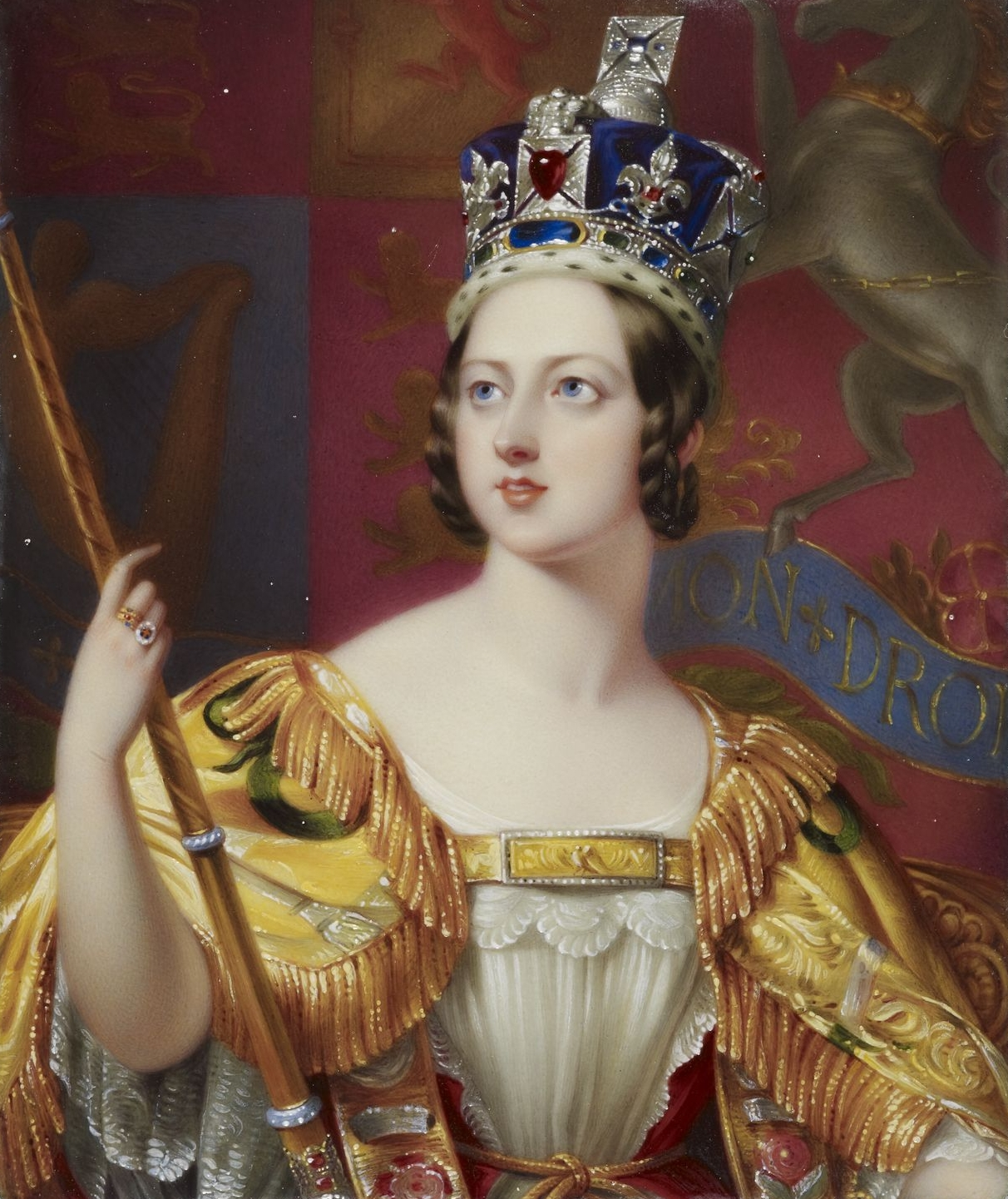
Victoria (1837–1901)

| Name            | Herrschaft | Bemerkungen |
| --------------- | ---------- | ----------- |
| Georg III.      | 1814–1820  |             |
| Georg IV.       | 1820–1830  |             |
| Wilhelm IV.     | 1830–1837  |             |
| Ernst August I. | 1837–1851  |             |
| Georg V.        | 1851–1866  |             |

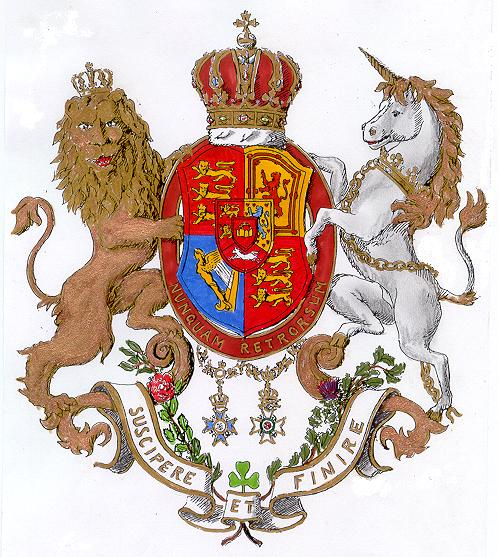
Wappen des Königreichs Hannover 1837
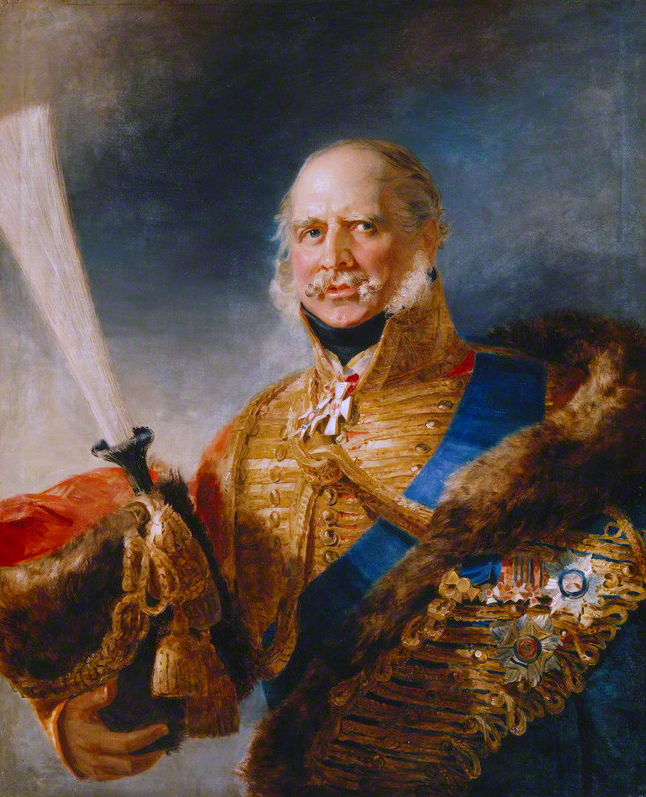
Ernst August I., König von Hannover (1771–1851)
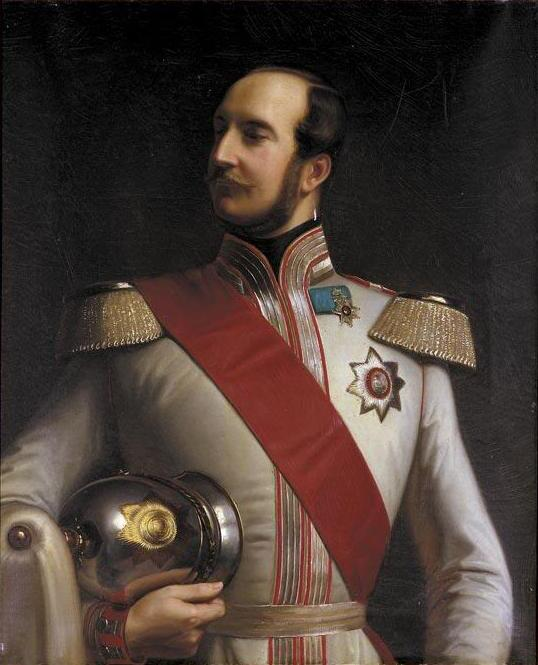
Georg V., König von Hannover (1819–1878)

| Name                                    | Zeitraum                                                         | Bemerkungen |
| --------------------------------------- | ---------------------------------------------------------------- | ----------- |
| Georg V.                                | 1866–1878                                                        |             |
| Ernst August II. Kronprinz von Hannover | 1878–1913                                                        |             |
| Ernst August III. Prinz von Hannover    | 1913–1953, von 1913 bis 1918 regierender Herzog von Braunschweig |             |
| Ernst August IV. Prinz von Hannover     | 1953–1987                                                        |             |
| Ernst August V. Prinz von Hannover      | 1987 bis heute                                                   |             |

## Memoria
Nach der damaligen britischen Königsdynastie bzw. ihren Mitgliedern wurden zahlreiche Provinzen und Orte in den Britischen Kolonien und Protektoraten benannt, darunter der heutige US-Bundesstaat Georgia, die Stadt Hanover (New Hampshire), die Stadt Hanover (Pennsylvania), Hanover County und Caroline County (Virginia), Brunswick County (Virginia), Brunswick County (North Carolina), die Hanover Township in Illinois sowie Orte namens Georgia in New Jersey, Vermont, Arkansas und South Dakota, ferner sieben Städte in den USA und Kanada nach Königin Charlotte, außerdem Fredericksburg (Virginia) nach ihrem Schwiegervater Friedrich Ludwig von Hannover und Augusta (Georgia) nach dessen Frau. In Kanada sind nach dem Welfenhaus außerdem die Provinz New Brunswick, die Stadt Hanover (Ontario), die Stadt Guelph in Ontario und die Stadt Victoria (British Columbia) benannt, in Südafrika der Ort Hanover (Südafrika), in Australien der Bundesstaat Victoria und die Stadt Adelaide, in Großbritannien sechs Orte und in den USA dreizehn Städte und zwölf Ortsteile namens Brunswick, ferner je einer in Australien und Neuseeland sowie weltweit über fünfzig Orte namens Victoria. Außerdem zahlreiche Straßen und Plätze wie der Hanover Square in der City of Westminster und der Brunswick Square in Camden, London, der Hanover Square in Downtown New York City und der Hanover Square in Syracuse (New York). Straßen im Zentrum von Brisbane, Australien, sind nach Mitgliedern des Hauses Hannover benannt, parallel zur Queen Street nach den weiblichen, senkrecht dazu nach den männlichen.
Die Georgianische Architektur prägt bis heute Städte und ländliche Orte in allen Erdteilen.

## Dokumentarfilme
arte.tv: vierteilige Doku Britanniens deutsche Dynastie (je 44 min)
- Georg I. – Der Erbe
- Georg II. – Der Militärische
- Georg III. – Der Wahnsinnige
- Georg IV. – Der Party-König